# M6重戦車
M6重戦車は、第二次世界大戦中にアメリカ合衆国が開発していた重戦車である。
少数が試作されたのみで、実戦には投入されなかった。

## 概要
第一次世界大戦から第二次世界大戦にかけての戦間期のアメリカでは戦車開発予算が限定されており、アメリカ軍は第二次世界大戦が勃発した時点で少数の戦車しか装備していなかった。しかし、1939年から1940年にかけてドイツ国防軍が行った機甲部隊の投入による電撃戦の成功は、重戦車計画を含むいくつかのアメリカ軍の戦車開発計画を勢いづかせた。戦車の開発経験は少ないものの、アメリカ合衆国には戦車の大規模な開発・量産を可能とする巨大な産業基盤と多数のエンジニアが存在したのである。

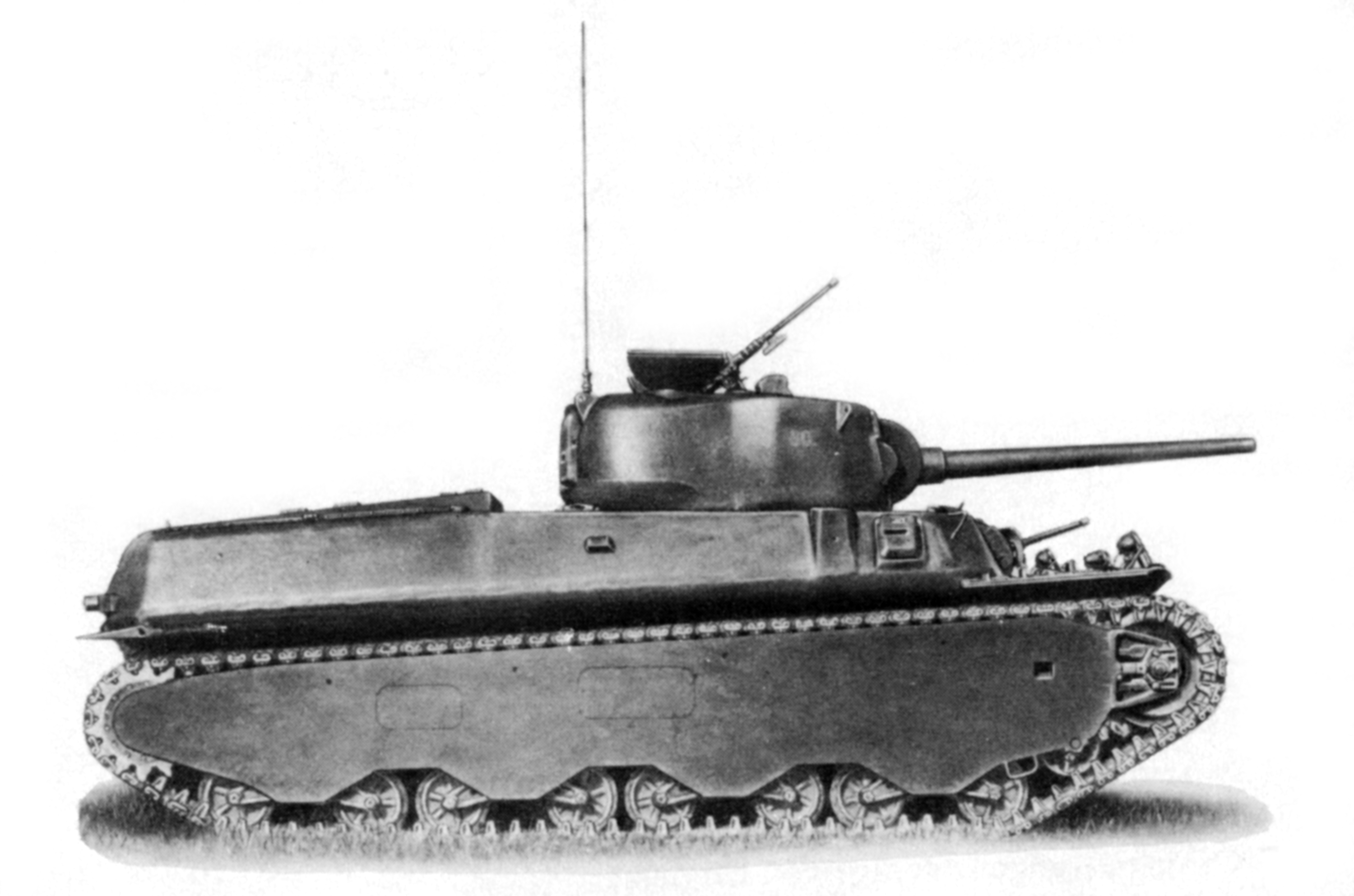
T1重戦車

1940年5月20日、アメリカ陸軍武器科は50トン重戦車の開発作業にとりかかった。まず最初に多砲塔戦車が検討された。これは二基の主砲塔に低初速のT6 75 mm 砲を装備するもので、副砲塔一基には37 mm 砲を据え付け、同軸に7.62 mm 機銃を配した。さらにもう一基の副砲塔には20 mm 砲および7.62 mm 機銃が同軸装備された。4挺の7.62 mm 機銃が球形機銃架に装着された。このうち2挺は車体前面の傾斜装甲に、また2挺は車体の後部の角に装備された。この計画は1940年6月11日に承認され、車両はT1重戦車の呼称を受けた。
設計概念は、1920年代から1930年代のヨーロッパを通じて開発されていた、イギリス陸軍のビッカーズA1E1 インディペンデント重戦車やソビエト連邦のT-35重戦車のような多砲塔戦車に類似した。このような「陸上戦艦（ランドドレッドノート）」は、名称の由来たる過度に巨大なサイズ、指揮官から各兵員への指揮の困難、高い生産コストなどの不利があり、ヨーロッパでは設計思想そのものが放棄された。10月までにアメリカの開発者たちもヨーロッパと同じ結論に達した。
新たな仕様書では、3人乗りの単一砲塔にスタビライザー制御の3インチ（76.2 mm）高初速砲を採用し、主砲同軸に副砲の37mm砲を搭載した。砲塔は手動と電動で旋回するものであった。砲塔は車長用のキューポラを装備したが、これはM3リー中戦車のものと同一である。追加の兵装として、副操縦手の担当する2挺の12.7 mm 機関銃が車体前面に固定装備された。また操縦手によって電気的に発砲可能な2挺の7.62 mm 機関銃が、前面装甲板に据え付けられた。さらに1挺の7.62 mm 機関銃が車長用キューポラに、砲塔の右側後部には装填手の担当する12.7 mm 機銃が回転機銃架へ装着された。エンジンはライト・ホワールウインドG-200（925馬力）を搭載した。搭乗員は、車長（砲塔左側）、砲手（砲塔右側）、装填手（砲塔）、操縦手（車体正面左）、副操縦手（車体正面右）と補助装填手（車体）から構成された。
主要な技術的課題のうちの1つは、このような車輛のための駆動装置を開発することであった。オートモーティブ・エンジニアーズ協会が構成した委員会では、空冷式の星型ガソリンエンジンであるライトG-200をエンジンに選定した。しかし適切なトランスミッションが存在せず、トルクコンバーターまたは電気制御変速装置が使用できるか検討され、委員会ではハイドラマチック変速機を開発することを勧告した。

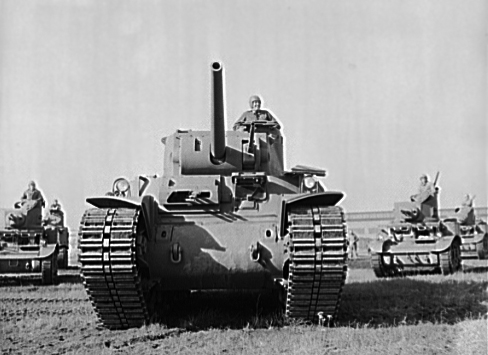
M6の前面。初期のM3軽戦車が背景に見られる。

1941年から1942年に、電気制御変速装置を搭載したT1E1、トルクコンバータ式変速機を搭載したT1E2とT1E3の計三種類の試作型車輛がボールドウィン・ロコモーティブ・ワークスによって製造された。ディーゼルエンジンと連装トルクマチック変速機の搭載が予定されたT1E4はエンジン開発の問題から計画が中止された。試作型各車は車体の製造方法が異なっており、T1E1は車体を溶接で製造し、T1E2、T1E3は鋳造車体であった。
最初に完成したのはT1E2で、1941年12月にアバディーンでの試験を経た後、ブレーキと冷却系の改善が施された。T1E3も同じく完成後試験運転が行われた。1942年5月26日、T1E2はM6重戦車として、T1E3はM6A1重戦車として制式化された。T1E1はM6A2重戦車としては制式化されなかったが、M6A2の名前は非公式に使われ一般にも認知された。
1941年の計画当初では5,500輌の生産が計画されていたが、1942年9月の計画では、アメリカ陸軍武器科は115輌のT1E1をアメリカ陸軍向けに生産し、115輌のM6重戦車とM6A1重戦車を連合国軍向けに生産するよう提案された。
量産開始は1942年12月で、生産車両には若干の改良が加えられた。キューポラはリングマウントのついた両開き式のハッチと交換され、回転銃架および車体左側に装備されていた機関銃は撤去された。
しかしM6重戦車の量産準備が完了する頃には機甲部隊は計画に対する関心を失っていた。M6重戦車が中戦車を配備するよりも良い点は、厚い装甲とわずかに高威力の砲であったが、その防御力は、高い車高など形状の欠点によって一部に難があった。さらに、厄介な内部構造のレイアウトと信頼性の問題があり、補給の問題も一部懸念された。
M6重戦車のテストを行った機甲部隊は性能に不満を持ち、1942年の終わりには、より信頼性があり、コストが安価で、輸送が非常に容易なM4シャーマンで今後も十分対処できると判断された。1943年3月には生産数が削減され、M6重戦車の生産数は、M6の8輌、M6A1の12輌、T1E1の20輌の合計40輌となった。
M6重戦車の研究はすぐには停止されなかった。T1E1にT7 90 mm 砲を装備して試験を実施し、満足すべきプラットホームであることが判明したが、貧弱な砲塔のレイアウトは再び問題となり1944年3月に計画は中止された。
他に、ヨーロッパ戦線での突撃戦車としての使用を見越してM6A2E1重戦車が計画された。T1E1（M6A2）の1輌が改造され、新型の砲塔にT5E1 105 mm 砲を搭載した。T1E1の生産20輌のうち、15輌に同様の改造を施し、5輌を予備パーツ供給に用いる計画であったが、1944年9月に計画中止された。M6A2E1に改造された車両はその後、T29重戦車のテストに用いられた。
1944年12月14日、M6重戦車計画は廃止された。これらの車輛がアメリカ領内から出ることはなかった。何輌かはプロパガンダのためアメリカ合衆国内を巡り、戦債集めの記念走行などで、自動車を踏みつぶすなどのデモンストレーションを行った。最終的に、メリーランド州アバディーンに所在するアメリカ陸軍兵器博物館にて展示される1輌のT1E1を除き、全車が廃棄処分とされた。
なお、イギリスで開発されたエクセルシアー重突撃戦車（A33）の試作初号車には、M6重戦車のサスペンションと履帯が流用されている。

## バリエーション

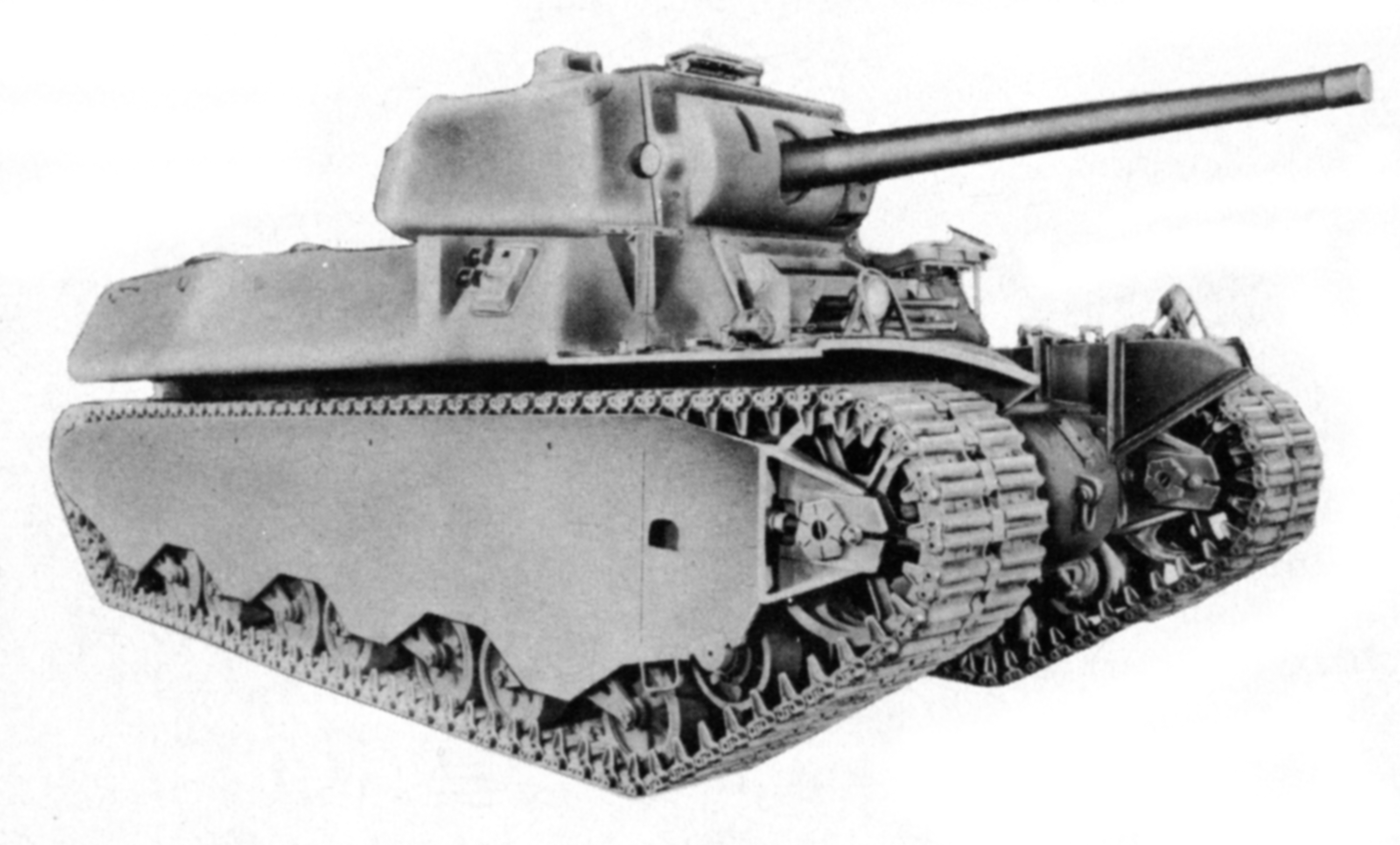
M6
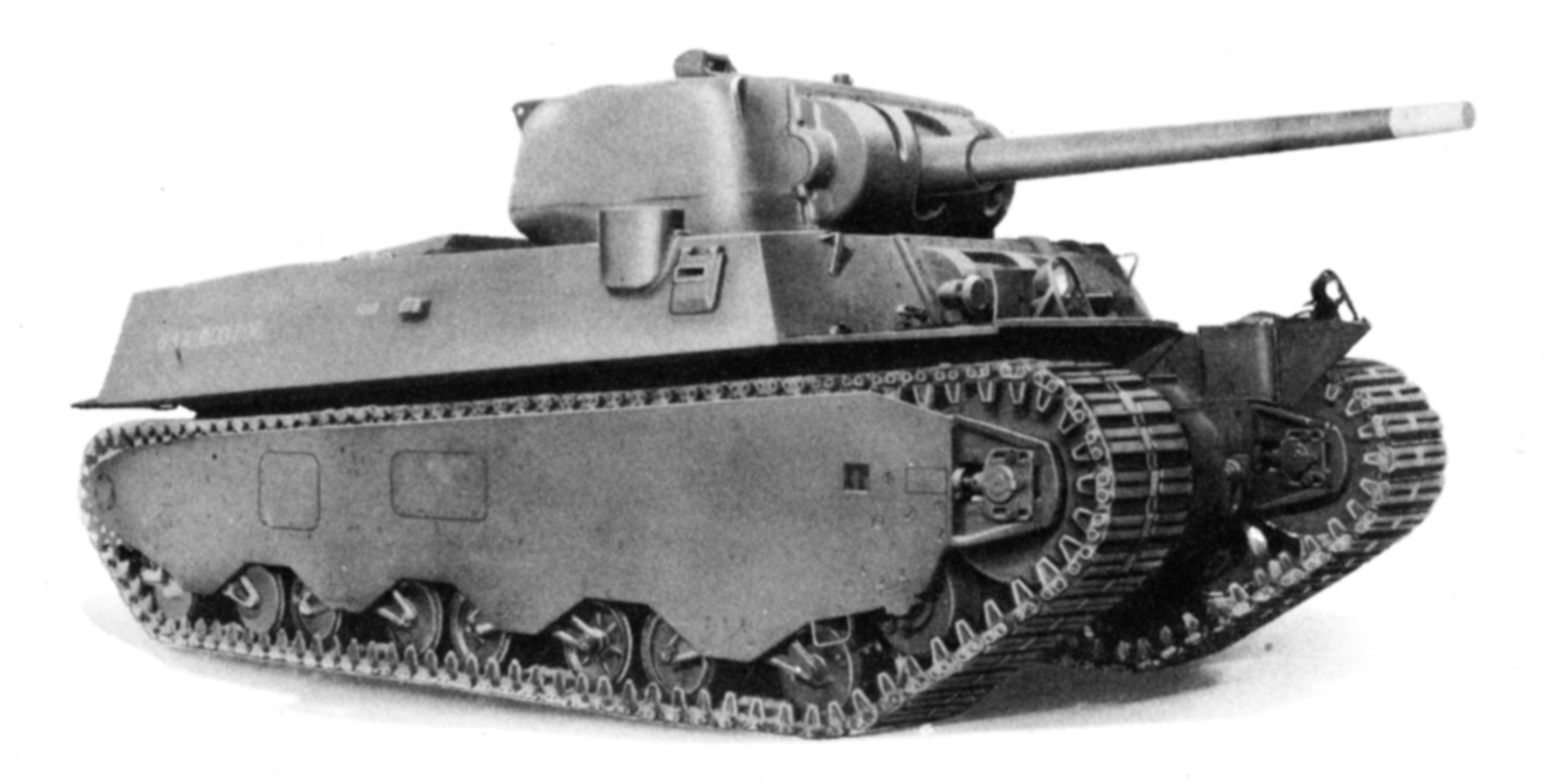
M6A1 圧延鋼板製の溶接車体に鋳造砲塔（M6またはT1E1のもの）を搭載している。
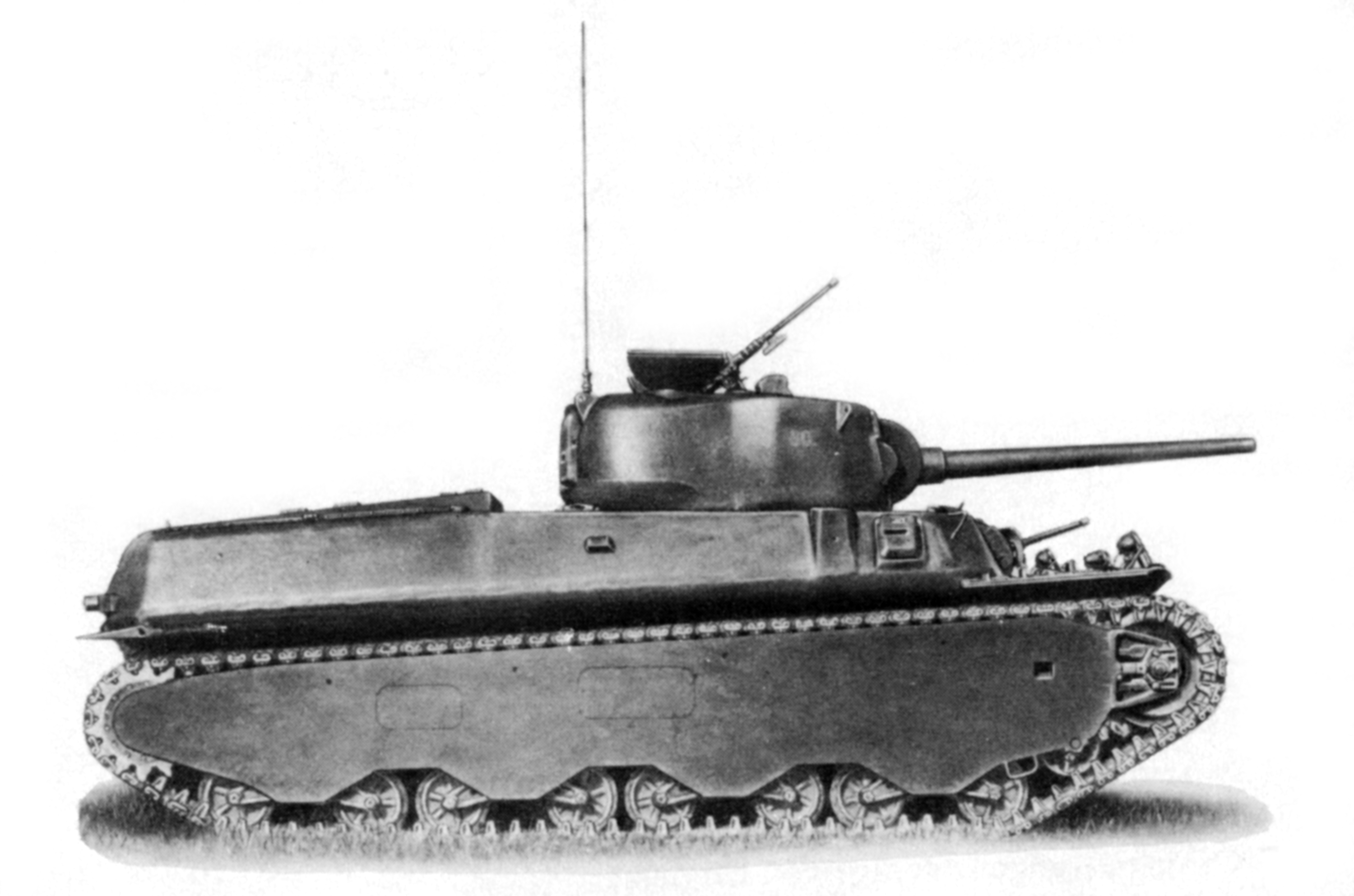
T1E1
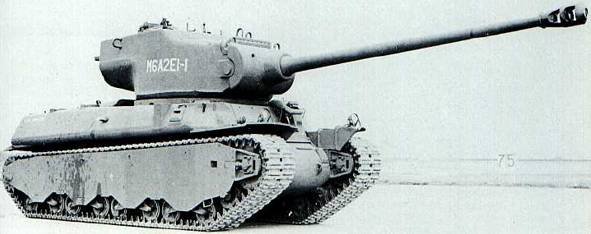
M6A2E1

T1
試作。鋳造車体、ハイドラマチック式変速機。 構想のみ。
T1E1
試作。鋳造車体、電気制御変速機。非公式にM6A2とも呼称。20輌製造。
T1E1 90 mm 砲搭載車
T1E1に90 mm 砲を試験的に搭載した。1944年3月に計画中止。
T1E2
試作。鋳造車体、トルクコンバータ式変速機。
T1E3
試作。圧延鋼板の溶接車体、トルクコンバータ式変速機。
T1E4
試作。圧延鋼板の溶接車体、連装トルクマチック式変速機、ディーゼルエンジン4基搭載。構想のみ。
M6
T1E2の制式化後の名称。8輌製造。
M6A1
T1E3の制式化後の名称。12輌製造。
M6A2
T1E1の非公式名称。
M6A2E1
T1E1のうち1輌が改造、重装甲化し、新型砲塔に105 mm 砲を搭載した。1944年9月に計画中止。
- M6
- M6A1
圧延鋼板製の溶接車体に鋳造砲塔（M6またはT1E1のもの）を搭載している。
- T1E1
- M6A2E1

## 登場作品
『World of Tanks』
アメリカ重戦車T1 Heavy Tank（実車の試作車相当）およびアメリカ重戦車M6として登場。プレミアム戦車としてはM6A2E1が登場。
『War Thunder』
M6A1(通常ツリー)、M6E2A1(バトルパス報酬。現在は入手不可)がプレイヤーが操作できる車輌として登場。また、大型アップデート「SkyGardians」にて、T1E1(通常ツリー)が実装された。